# Règle de Trouton
En chimie physique, et plus particulièrement en thermodynamique, la règle de Trouton, du nom de Frederick Thomas Trouton qui l'énonça en 1884, concerne l'enthalpie de vaporisation des corps purs. Elle a été énoncée dès 1876 par Raoul Pictet et porte également le nom de règle de Pictet-Trouton.
Trouton a constaté que l'enthalpie de vaporisation des liquides purs croissait régulièrement en fonction de leur température d'ébullition normale (c'est-à-dire leur température d'ébullition sous la pression atmosphérique normale de 101 325 Pa). L'entropie de vaporisation qui s'en déduit est à peu près constante et comprise entre 85 et 88 J K−1 mol−1, soit approximativement 10,5 fois la constante universelle des gaz parfaits {\displaystyle R} (soit ).

## Énoncé

### Enthalpie et entropie de vaporisation
L'enthalpie de vaporisation d'un liquide à la température {\displaystyle T}, anciennement appelée chaleur de vaporisation, est notée {\displaystyle \Delta _{\text{vap}}H\!\left(T\right)}. Comme la vaporisation est un processus réversible à pression constante, d'après le deuxième principe de la thermodynamique l'entropie de vaporisation {\displaystyle \Delta _{\text{vap}}S\!\left(T\right)} est égale à :
{\displaystyle \Delta _{\text{vap}}S\!\left(T\right)={\Delta _{\text{vap}}H\!\left(T\right) \over T}}
Trouton a remarqué que cette grandeur est approximativement la même pour des corps chimiquement proches à leur point d'ébullition normal (c'est-à-dire sous la pression atmosphérique normale de 101 325 Pa).

### Règle de Trouton
La règle de Trouton donne une estimation assez générale de l'entropie de vaporisation des liquides à la pression atmosphérique normale de 101 325 Pa :
On note  {\displaystyle \Delta _{\text{eb}}S} pour la différencier de l'entropie de vaporisation à toute autre température  {\displaystyle \Delta _{\text{vap}}S}. (Préciser autre pression).
Dans cette formule {\displaystyle R} est la constante universelle des gaz parfaits et vaut environ 8,314 J K‑1 mol‑1, d'où :
Les principales exceptions à la règle de Trouton proviennent des liaisons hydrogène (eau, alcools, acides carboxyliques), l'entropie de vaporisation est donnée par :
- dans l'eau ({\displaystyle \Delta _{\text{eb}}S=13{,}1\,R}) et dans les alcools (éthanol : {\displaystyle \Delta _{\text{eb}}S=13{,}2\,R}) l'entropie de vaporisation est supérieure à {\displaystyle 10{,}5\,R}. Dans ce cas les liaisons hydrogène sont détruites par la vaporisation ce qui demande un supplément d'énergie ;
- dans les acides carboxyliques (acide acétique : {\displaystyle \Delta _{\text{eb}}S=7{,}5\,R}) cette entropie est inférieure. Ici les molécules forment des dimères cycliques très stables dans le liquide et qui subsistent en grande partie dans la vapeur.

La liste n'est pas limitative mais dans les autres cas les conséquences sur la règle de Trouton sont limitées ; une exception notable est le N-méthylacétamide très fortement associé pour lequel {\displaystyle \Delta _{\text{eb}}S=14{,}7R}.
L'enthalpie de vaporisation est ensuite calculée en multipliant l'entropie de vaporisation ci-dessus par la température d'ébullition normale {\displaystyle T_{\text{eb}}}, c'est-à-dire la température à laquelle le liquide bout à la pression atmosphérique normale de 101 325 Pa. On notera cette enthalpie de vaporisation {\displaystyle \Delta _{\text{eb}}H}, l'enthalpie de vaporisation à toute autre température étant notée {\displaystyle \Delta _{\text{vap}}H}.
La règle de Trouton permet d'estimer l'enthalpie d'ébullition {\displaystyle \Delta _{\text{eb}}H} à ±5 % environ.

## Applications

### Calcul d'une pression de vapeur saturante
La pression de vapeur saturante {\displaystyle P^{\text{sat}}} du liquide dépend de sa température {\displaystyle T}. À pression atmosphérique {\displaystyle T=T_{\text{eb}}} et {\displaystyle P^{\text{sat}}=P^{\text{atm}}} = 1 atm = 101 325 Pa. En supposant que {\displaystyle \Delta _{\text{eb}}H} est indépendante de {\displaystyle T} et que la vapeur est un gaz parfait, la formule de Clausius-Clapeyron intégrée s'écrit :
{\displaystyle \ln {\left({P^{\text{sat}} \over P^{\text{atm}}}\right)}=-{\Delta _{\text{eb}}H \over R}\left({1 \over T}-{1 \over T_{\text{eb}}}\right)}
En remarquant que :
{\displaystyle {\Delta _{\text{eb}}H \over RT_{\text{eb}}}={\Delta _{\text{eb}}S \over R}\approx 10{,}5}
et en exprimant {\displaystyle P^{\text{sat}}} en atmosphères (atm) on en déduit :
{\displaystyle \ln {P^{\text{sat}}}\approx 10{,}5\,{T-T_{\text{eb}} \over T}}
Cette formule indique que la pression de vapeur {\displaystyle P^{\text{sat}}} d'un liquide à une température {\displaystyle T} donnée, par exemple 25 °C, ne dépend que de son point d'ébullition normal {\displaystyle T_{\text{eb}}}. Elle ne donne cependant qu'une estimation de {\displaystyle P^{\text{sat}}}, sauf si {\displaystyle T} est assez voisine de {\displaystyle T_{\text{eb}}}, essentiellement parce que {\displaystyle \Delta _{\text{vap}}H(T)} dépend de {\displaystyle T}. Pour obtenir des résultats plus précis il faut utiliser l'équation d'Antoine ou la formule de Dupré.
Utilisée en sens inverse, la règle de Trouton permet de calculer avec une précision suffisante la nouvelle température d'ébullition {\displaystyle T} sous une pression {\displaystyle P^{\text{sat}}} proche de la pression atmosphérique normale. Pour faire le même calcul avec l'eau il suffit dans les formules de remplacer 10,5 par 13,1.
Enfin, l'enthalpie d'ébullition des liquides purs est une donnée indispensable pour construire les diagrammes de distillation des mélanges.

### Relation entre l'entropie d'ébullition d'un liquide et celle de compression d'un gaz
Dans un gaz parfait les molécules sont considérées comme étant ponctuelles, et donc n'occupent aucun volume propre. Pour une molécule de gaz parfait, l'ensemble du volume d'une enceinte est accessible. Il n'en va pas de même pour des molécules réelles, qui occupent un volume et excluent autour d'elles, de par les forces de van der Waals, un certain volume que les autres molécules ne peuvent pas pénétrer. Ainsi, pour une molécule réelle, l'ensemble du volume accessible {\displaystyle V^{\text{a}}} n'est pas égal à celui de l'enceinte qui la contient.
Néanmoins, pour un gaz réel aux basses pressions les molécules sont très éloignées les unes des autres, le volume d'exclusion de l'ensemble des molécules est négligeable devant celui de l'enceinte {\displaystyle V^{\text{g}}}, en conséquence {\displaystyle V^{\text{a}}\approx V^{\text{g}}}. Dans les liquides les molécules sont beaucoup plus rapprochées que dans les gaz, le volume accessible est très inférieur au volume {\displaystyle V^{\text{l}}} de l'enceinte : {\displaystyle V^{\text{a}}\ll V^{\text{l}}}.
L'effet des forces de van der Waals ressemble à celui de la compression d'un gaz et il conduit à une forte diminution de volume qui passe de {\displaystyle V^{\text{g}}} à {\displaystyle V^{\text{a}}}. Inversement, l'ébullition est analogue à la détente d'un gaz qui passe de {\displaystyle V^{\text{a}}} à {\displaystyle V^{\text{g}}}.
Pour 1 mole de gaz parfait qui passe, à température constante, du volume {\displaystyle V^{1}} au volume {\displaystyle V^{2}}, la variation d'entropie est donnée par :
{\displaystyle \Delta S=R\ln {\left({V^{2} \over V^{1}}\right)}}
En remplaçant dans cette formule {\displaystyle V^{1}} par {\displaystyle V^{\text{a}}}, {\displaystyle V^{2}} par {\displaystyle V^{\text{g}}} et {\displaystyle \Delta S} par {\displaystyle \Delta _{\text{eb}}S} et en utilisant la règle de Trouton on en déduit :
{\displaystyle {\Delta _{\text{eb}}S \over R}=\ln {\left({V^{\text{g}} \over V^{\text{a}}}\right)}=10{,}5}
{\displaystyle {V^{\text{a}} \over V^{\text{g}}}=\exp {\left(-10{,}5\right)}\approx 3\times 10^{-5}}
Pour un liquide qui bout à 100 °C le volume {\displaystyle V^{\text{g}}} est voisin de 30 l/mol = 30 000 cm3/mol d'où l'on déduit un volume accessible {\displaystyle V^{\text{a}}} d'environ 1 cm3/mol. Or les liquides qui bouillent à 100 °C ont un volume molaire {\displaystyle V^{\text{l}}} de l'ordre de 100 cm3/mol. Cette théorie indique donc que le volume accessible aux molécules dans un liquide est de l'ordre de 1 % du volume total, ce qui explique qu'un liquide soit peu compressible.
C'est le même ordre de grandeur que l'augmentation de volume {\displaystyle V^{\text{l}}-V^{\text{s}}} lors de la fusion, processus qui permet aux molécules dans un solide de quitter leur site cristallin et de se déplacer.

## Améliorations de la règle de Trouton

### Règle de Trouton-Hildebrand-Everett
La règle de Trouton-Hildebrand-Everett (THE) affine la règle de Trouton en introduisant une fonction de la température d'ébullition normale {\displaystyle T_{\text{eb}}} :
Le tableau suivant donne les températures d'ébullition {\displaystyle T_{\text{eb}}} et les entropies d'ébullition {\displaystyle \Delta _{\text{eb}}S/R} de 6 composés : 2 gaz liquéfiés, 3 liquides organiques et 1 métal fondu. Les températures d'ébullition vont de 27,1 K à plus de 3 000 K. Les valeurs observées de {\displaystyle \Delta _{\text{eb}}S/R} sortent du domaine annoncé : 10,5 ± 0,5 et {\displaystyle \Delta _{\text{eb}}S/R} croît régulièrement avec {\displaystyle T_{\text{eb}}}. 
|                                                     | Néon | Oxygène | Disulfure de carbone | Benzène | Eicosane | Or    |
| {\displaystyle T_{\text{eb}}{\text{(K)}}}           | 27,1 | 90,2    | 319                  | 353     | 616      | 3130  |
| {\displaystyle \Delta _{\text{eb}}S/R} expérimental | 7,60 | 9,09    | 10,08                | 10,47   | 11,42    | 12,45 |
| {\displaystyle \Delta _{\text{eb}}S/R} selon THE    | 7,3  | 8,5     | 9,77                 | 9,87    | 10,42    | 12,05 |

D'après la loi des gaz parfaits le volume de vapeur {\displaystyle V^{\text{g}}} sous 1 atm est proportionnel à {\displaystyle T_{\text{eb}}}. Or, d'après le paragraphe précédent, l'entropie d'ébullition est fonction linéaire de {\displaystyle \ln V^{\text{g}}}. Pour corriger l'effet de volume Hildebrand a proposé de ramener, l'entropie d'ébullition à un volume de gaz donné, par exemple 30 l/mol. Ce volume est à peu près celui d'une vapeur saturante à 100 °C ou 373 K. Pour faire cette correction il est pratique d'utiliser le rapport des températures d'ébullition ({\displaystyle T_{\text{eb}}} et 373 K) plutôt que celui des volumes molaires de vapeur puisqu'il y a proportionnalité entre {\displaystyle V^{\text{g}}} et {\displaystyle T_{\text{eb}}}. La règle de Trouton prend alors la forme suivante, dite règle de Trouton-Hildebrand-Everett :
{\displaystyle {\frac {\Delta S_{\text{eb}}}{R}}\approx 10{,}5+\ln {\frac {T_{\text{eb}}}{373}}}
Le tableau précédent montre que la règle de Trouton-Hildebrand-Everett est vérifiée dans tout le domaine des températures d'ébullition contrairement à la simple règle de Trouton.

### Règle de Kistiakovski
Cette règle est similaire à celle de Trouton-Hildebrand-Everett :